# Pyrgulopsis nanus
The distal-gland springsnail, danh pháp hai phần Pyrgulopsis nanus, là một loài ốc nước ngọt có mang và nắp, là động vật thân mềm chân bụng sống dưới nước thuộc họ Hydrobiidae. Đây là loài đặc hữu của Hoa Kỳ.